# 촉경
촉경(觸境)이라는 낱말은 2가지 뜻이 있다. 하나는 마음과 마음작용이 인식대상을 접촉한다는 촉대(觸對)의 뜻이고, 다른 하나는 6경(六境) 중 하나인 촉경을 말한다. 이 문서의 이하의 내용은 후자를 다룬다.
촉경(觸境, 산스크리트어: sprastavya, 팔리어: photthabba, 영어: touch)은 마음(6식 또는 8식, 즉 심왕, 즉 심법)과 마음작용(심소법)의 물질적 대상인 색경(色境, 색깔과 형태) · 성경(聲境, 소리) · 향경(香境, 냄새) · 미경(味境, 맛) · 촉경(觸境, 감촉)의 5경(五境)의 하나로서, 또는 5경에 법경(法境, 정신적 사물 또는 존재)을 더한 6경(六境) 중의 하나로서, 신근(身根)의 세력이 미치는 범위이자 신근의 지각작용의 대상이다. 단순히, 촉(觸)이라고도 한다.
《구사론》에 나타난 설일체유부의 교학에 따르면, 촉경에는 총 11가지의 촉사(觸事: 촉경의 세부 항목)가 있다. 먼저, 불교에서 모든 물질을 구성하는 기본원소라고 보는 지·수·화·풍의 4대종(四大種)이 들어가며, 나머지 7가지는 4대종의 결합에 의해 형성된 소조촉(所造觸: 4대종에 의해 만들어진 촉사)들이다. 이 7소조촉은 활(滑, 매끄러움) · 삽(澁, 거침) · 중(重, 무거움) · 경(輕, 가벼움) · 냉(冷, 차가움) · 기(飢, 허기짐) · 갈(渴, 목마름)이다.

## 4대종
사대종(四大種, 산스크리트어: catvāri mahā-bhūtāni, 팔리어: cattāri mahā-bhūtāni, 영어: Four primary elements)은 색법(色法), 즉 물질계를 구성하는 지(地)·수(水)·화(火)·풍(風)의 네 가지 원소를 말한다. 줄여서 사대(四大, 영어: Four elements)라고도 하며, 또는 사계(四界, 영어: Four dhatus)라고도 한다.
성질면에서 보면, 지(地) · 수(水) · 화(火) · 풍(風)의 4대종은 각각 견고성[堅性] · 습윤성[濕性] · 온난성[暖性] · 운동성[動性]을 본질로 한다.
역할면에서 보면, 4대종은 총체적으로는 물질의 현재 상태의 본질적 속성[自相]을 결정하는 역할을 하지만, 다른 한편으로는 물질을 보지(保持, 또는 持) · 화섭(和攝, 또는 攝) · 성숙(成熟, 또는 熟) · 증장(增長, 또는 長)하게 하는 역할을 한다. 이 네 가지 역할은 각각 순서대로 지(地) · 수(水) · 화(火) · 풍(風)의 역할이다.

## 소조촉
《구사론》 등에서는 7소조촉(七所造觸)에 대해 다음과 같이 설명하고 있다.
- 활(滑, 매끄러움)은 유연(柔軟)함을 말하는데, 수대(水大) · 화대(火大)의 2대종이 강성한 것이다.
- 삽(澁, 거침)은 거칠고 강함[麁強]을 말하는데, 지대(地大) · 풍대(風大)의 2대종이 강성한 것이다.
- 중(重, 무거움)은 칭량(稱量: 무게를 닮)할 수 있는 것을 말하는데, 지대(地大) · 수대(水大)의 2대종이 강성한 것이다.
- 경(輕, 가벼움)은 칭량(稱量: 무게를 닮)할 수 없는 것을 말하는데, 화대(火大) · 풍대(風大)의 2대종이 강성한 것이다.
- 냉(冷, 차가움)은 따뜻[煖]해지기를 바라는 것을 말하는데, 수대(水大) · 풍대(風大)의 2대종이 강성한 것이다.
- 기(飢, 허기짐)는 먹기[食]를 바라는 것을 말하는데, 풍대(風大)의 1대종이 강성한 것이다.
- 갈(渴, 목마름)는 마시기[飲]를 바라는 것을 말하는데, 화대(火大)의 1대종이 강성한 것이다.

위의 7소조촉 중 앞의 4가지, 즉 활 · 삽 · 중 · 경은 4대종 중 2가지가 강성해져서 나타난 현재 상태, 즉 결과[果]에 따라 명칭을 설정한 것이다. 반면, 뒤의 3가지, 즉 냉 · 기 · 갈은 원인[因]에 따라 결과[果]의 명칭을 설정한 것이다.  말하자면, 어떤 사물이 따뜻해지려는 욕구, 즉 원인[因]을 가지고 있다면 그 사물의 현재 상태, 즉 결과[果]는 냉(冷, 차가움)의 상태라는 것이 설일체유부의 주장이다. 달리 말해, 냉(冷, 차가움)은 4대종 중에 특히 수대(水大)와 풍대(風大)의 2대종이 강성해지면 나타나는 것인데, 이렇게 하여 형성된 냉(冷, 차가움)은 내재적으로 화대(火大)를 강성하게 하려는 욕구를 지닌다는 것이다.

## 3계의 촉사
《구사론》에 나타난 설일체유부의 교학에 따르면, 3계 중 욕계(欲界)에는 4대종과 7소조촉의 11가지 촉사(觸事, 감촉의 대상)가 모두 존재한다. 하지만, 색계(色界)에는 7소조촉 중 기(飢, 허기짐) · 갈(渴, 목마름)의 2가지가 없으며, 나머지 9가지 촉사, 즉 4대종과 활(滑, 매끄러움) · 삽(澁, 거침) · 중(重, 무거움) · 경(輕, 가벼움) · 냉(冷, 차가움)은 존재한다.
설일체유부에서는 색계에 중(重, 무거움)의 촉사가 존재한다는 주장에 대해, 색계에서 입는 의복은 유별나서 기본적으로 칭량(稱量: 무게를 닮)할 수 없지만 많이 쌓이게 되면 칭량할 수 있다고 설명하고 있다.
또한, 설일체유부에서는 색계에 냉(冷, 차가움)의 촉사가 존재한다는 주장에 대해, 색계에서는 냉(冷, 차가움)이 해당 신체[所依身]를 해롭게 하는 일은 없어도 이롭게 하는 일이 있기 때문에, 냉(冷, 차가움)의 촉사가 색계에 존재한다는 주장이 맞다고 설명하고 있다. 이와 관련하여, 보광(普光)은 경량부에서는 냉(冷, 차가움)의 촉사가 색계에 존재하지 않는다고 보았다고 말하고 있다.

## 신식과 촉경의 인식관계
사물의 본질적 특성을 뜻하는 자상(自相)에는 처자상(處自相)과 사자상(事自相)의 구별이 있는데, 처자상(處自相)은 6근(六根) · 6경(六境)의 12처(十二處) 각각의 본질적 특성을 말한다. 즉, 안근(眼根)·이근(耳根)·비근(鼻根)·설근(舌根)·신근(身根)·의근(意根)·색경(色境)·성경(聲境)·향경(香境)·미경(味境)·촉경(觸境)·법경(法境) 각각의 본질적 특성을 말한다. 사자상(事自相)은 특정한 처(處)의 자상, 즉 특정한 처자상(處自相)을 더욱 세분한 것을 말한다.
예를 들어, 설일체유부의 교학에 따르면, 촉경(觸境)에는 다음의 총 11가지의 사자상이 있다.
- 4대종(四大種): 지·수·화·풍
- 7소조촉(七所造觸): 활·삽·중·경·냉·기·갈

부파불교 시대의 설일체유부와 경량부 등의 인식론에서는 "신식(身識) 등의 5식, 즉 5식신(五識身)은 자상(自相)만을 취(取: 요별)한다"는 것을 인식에 대한 일반적 규칙들 중 하나로 보았는데, 설일체유부에서는 이 때의 "자상"은 처(處)의 자상, 즉 처자상(處自相)을 말하는 것이지, 사물의 자상, 즉 사자상(事自相)을 말하는 것이 아니라고 보았다.
한편, 설일체유부에서는 "신식(身識) 등의 5식, 즉 5식신(五識身)은 자상(自相)이 아닌 공상(共相)을 취한다"라는 것을 인식에 대한 규칙들 중 하나로 주장하였는데, 이 규칙에서의 "공상"이라는 말은 처자상을 뜻하고 "자상"이라는 말은 사자상을 뜻한다고 하였다. 즉, "신식(身識) 등의 5식, 즉 5식신(五識身)은 자상(自相)만을 취(取: 요별)한다"라는 인식 규칙을 달리 표현한 것에 지나지 않은 것이라고 하였다.

## 참고 문헌
- 권오민 (2003). 《아비달마불교》. 민족사.
- 세친 지음, 현장 한역, 권오민 번역. 《아비달마구사론》. 한글대장경 검색시스템 - 전자불전연구소 / 동국역경원. |title=에 외부 링크가 있음 (도움말)
- 운허.  동국역경원 편집, 편집. 《불교 사전》. |title=에 외부 링크가 있음 (도움말)
- (중국어) 星雲. 《佛光大辭典(불광대사전)》 3판. |title=에 외부 링크가 있음 (도움말)